# 阿德里安·雷維利亞·瓦爾卡塞爾
阿祖安（Adrián Revilla Valcárcel，1997年9月30日－），西班牙足球運動員，司職中鋒，現時效力香港超級聯賽球會傑志。